# Tournefortia pedicellata
Tournefortia pedicellata är en strävbladig växtart som beskrevs av D.L. Nash. Tournefortia pedicellata ingår i släktet Tournefortia och familjen strävbladiga växter. Inga underarter finns listade i Catalogue of Life.